# 大中華主義
大中華主義（だいちゅうかしゅぎ）とは、文化的、経済的、あるいは政治的な観念であり、中華文化や中華民族の共通性、そして中国大陸・香港・マカオ・台湾といった華人社会の間の緊密なつながりを強調するもの。
この概念は、政治的な国境を超えた文化的・経済的共同体を指すことが多く、これらの地域間の歴史、言語、文化、社会経済的な関係を重視する。
大中華主義は統一された一つの観念ではなく、さまざまな意味や解釈がある。

### 経済的
大中華主義は一つの単一市場の概念を指すことがあり、そこには中華人民共和国、香港、マカオ、台湾が含まれ、これらの地域の経済活動や貿易は密接につながっている。

### 文化的
中華文化への共通認識やその保護を指すことがあり、この文化的認同は政治や地理的な境界を超えるものとされる。

### 政治的
すべての華人社会を含むより大きな政治的枠組みを志向するビジョンを指すことがあり、そのビジョンにはさまざまな程度の政治的統合が含まれることがある。
しかし、この大中華主義という概念には争いもある。特に台湾に関してはその傾向が顕著。台湾は自治的な民主主義体制を持ち、多くの台湾人は中国大陸との過度な結びつきに対して慎重であり、むしろ台湾独自の文化やアイデンティティを強調する傾向にある。そのため、大中華主義は台湾においては敏感な話題であり、台湾の主権やアイデンティティに対する挑戦とみなされることもある。
総じて言えば、大中華主義は文化、経済、政治など多面的なつながりと認同に関わる複雑な概念であり、その具体的な意味は人によって異なり、また時代や政治状況によっても変化する。
大中華主義とは、「中華民族が居住する土地は、ただ一つの国家によって統治されるべきである」と主張する立場。
中華民族の国家が二つ以上存在することを認めるような主張は、**国土を分裂させるもの、あるいは漢奸（裏切り者）**であると非難されます。
近年、香港のインターネット上では大中華主義者に対する反感が広がっており、そうした人々を揶揄して「大中華膠（だいちゅうかこう）」と呼ぶ現象が見られます。

## 定義
大中華主義には主に狂義、広義および狭義の三種類がある：
狂義：「元朝大中華」、すなわち中国は元朝時代の最も広大な領土を有すべきだと主張する立場（実際には元朝時代の中国はモンゴル帝国の一部であり、元朝自体は中国ではなくモンゴル帝国の一部であった）。この立場では、四大ハン国を含み、東欧や中東にまで及ぶ領土を主張する。一般に「狂義」大中華主義者はFF、非現実的とみなされ、たとえばギリシャ人がアレクサンドロス大王の時代の領土を主張したり、イタリア人がローマ帝国時代の領土を要求したりするのと同じくらい荒唐無稽とされる。
広義：「清朝大中華」あるいは「民国大中華」、すなわち乾隆帝の「十全武功」達成以降、道光帝によるアヘン戦争と香港割譲前までの領土を有すべきとする立場。広義大中華主義は、清朝時代に締結されたすべての不平等条約の破棄を求め、ロシアに対してフランス三国分に相当する割譲地の返還を要求し、外モンゴルの独立に反対し、さらに中華人民共和国成立以降に行われたすべての領土譲歩や他国による支配の承認を否定する。台湾のインターネット上では、この広義大中華主義者を「皇漢」と呼ぶ。
狭義：「新中国大中華」、すなわち現在の中華人民共和国の領土のみを基準とし、そこに香港、マカオ、台湾、および釣魚台（尖閣諸島）を取り戻せば、大中華の統一は完成し、それ以上の要求はすべきでないとする立場。
香港城邦論の創始者である陳雲_(香港)は、「香港人の大中華主義は、中国本土の人々よりもさらに愛国的である」と語ったことがある。これは、歴史的な背景によるところが大きい。

## 香港における大中華主義の推移
70年代生まれの世代が成長した当時、香港社会は六七暴動直後であり、親中派の教科書出版社は目立たない存在となっていた。代わりに、香港の小中学校では台湾系の出版社による中国語教科書が多く使われていた。その教材には蒋介石政権時代の台湾政府による領土主張――たとえば外モンゴルの独立否定や、ロシアへの割譲地返還の要求――が色濃く反映されていた。このような教育を受けたため、歴史に興味を持った70年代生まれの多くは自然と「広義大中華」の支持者となった。
80年代生まれの世代は中英共同声明以後に育ち、台湾系出版社は徐々に撤退していったが、親中派の教材体系はまだ完成していなかった。そのため、80年代生まれは歴史に対して無関心な傾向があり、大中華主義に対する関心も薄く、やがてはイギリス統治時代を懐かしむ中核層となった。
90年代生まれが成長した時期には、愛国的な歴史教材がすでに整備されていたため、90年代生まれの多くは返還後の特区政府が掲げる「狭義大中華」を当然のことと受け止めていた。彼らの多くは広義大中華を知らず、仮に知っていたとしても、それを非現実的で夢物語だと見なしていた。
また、中国本土から香港に移住してきた新移民およびその子どもの中には、「先祖を忘れる」ような香港自治や香港独立主義を受け入れない者もおり、自然と香港における大中華主義の新たな担い手となっている。

## 新中国の大中華
多くの歴史資料によれば、中華人民共和国の初期指導者たちは、「広義の大中華」の追求を公に否定していなかった。毛沢東や鄧小平は、公の場で、ソ連（後のロシア）が不平等条約によって占有した領土を返還すべきだと発言していた。
新中国が「広義の大中華」と決別したのは、1999年の江沢民政権下で締結された中ロ秘密協定からとされる。当時、ソ連はすでに解体されて久しく、香港の広義大中華主義者たちは、新たに成立したロシアがまだ体制を固めきっておらず、また新中国と同じ共産国でもなくなったことから、「失地回復」は間近であると信じていた。
しかし江沢民はこのタイミングでロシアと秘密協定を結び、両国の現状の国境線を承認した。香港の広義大中華主義者たちは、これを「ロシアによる割譲地の永久支配を事実上認めた行為」とみなして強く失望した。法輪功系メディアの大紀元などは、江沢民の行動を「漢奸（売国奴）」「売国行為」と大々的に非難した。
香港の広義大中華支持者の非難に対し、中国本土の国民たちは、「ロシアの土地を取り戻すには戦争を覚悟しなければならない」と反論した。
また、「ロシアから半分でも黒瞎子島を取り戻せたこと自体が大きな勝利だ」と主張した。
これに対し香港の一部では、「ではなぜ香港を取り戻す際にはイギリスとの戦争を恐れなかったのか」と反論が起きたが、中国本土のネットユーザーたちは冷笑をもって受け流し、「香港返還は既定事実であり、今さら議論しても無駄だ」と述べた。また一部の本土ネットユーザーは、「現在ロシアが占めている地域には中国人の原住民はもはや存在せず、取り戻す正当性も意義もない」と主張した。
それに対し、香港や台湾のネットユーザーは、「ロシアの占領地に中国人がいないのは、長年の民族浄化による結果だ」と批判し、特に{江東六十四屯事件（満州における中国人虐殺事件）は繰り返し言及されている。「もしイギリス人が香港の中国人を全員殺していたら、香港を返還しなくてよかったということになるのか？」という問いに対して、強国のネットユーザーたちは多くがはぐらかすばかりで、正面から答えようとはしなかった。
一部の香港人の分析によれば、中国がロシアに対して弱腰であるのは、建国当初に「兄貴分」として頼っていたという情緒的な関係や、ソ連が共産主義を中国に導入し、最終的に共産国家を築く助けとなったことへの感謝が背景にあるという。

## 返還後の香港における大中華主義の変遷
返還前、香港の大中華主義者たちは、たとえ彼らの多くが中国共産党を支持していなくても、大中華の統一を始動するためには、まず香港が「民主的に返還」されることが重要だと考えていた。そのため、返還の過程においては、一部は返還を支持し、他の者は沈黙を保っていた。ネットユーザーの中には、彼らのこの姿勢を「中国を成就させ、香港を犠牲にした」と評する者もいた。
「愛国不愛党(愛国はイコール愛党ではない)」というのが、彼らがよく口にしていた決まり文句だった。
1997年の主権移譲後、江沢民率いる「強国」政府（中国本土の政府）はその本性を現し、香港の大中華主義者たちは、自分たちが理想としていた「大中華の国家」と、強国政府やその13億の国民たちが認識しているものとは、実はまったく別物であることに気づき始めた。中には、「強国は自分たちの大中華感情を利用して香港返還を実現させた後、彼らを切り捨てたのだ」と考える者もいた。
とはいえ、香港の大中華主義者たちがすぐにその思想を捨てたわけではない。掲示板「高登」（HKGolden）の記録によれば、2008年北京オリンピックの頃には、まだ多くの「大中華」支持者が存在していた。
しかし、その後「自由行（本土からの旅行自由化）」が大幅に拡大し、中港間の摩擦が激化。さらに曾蔭権政権末期から梁振英政権にかけて、香港政府は不祥事が相次ぎながらも、中国本土に迎合する政策を次々に打ち出し、それによって自らの政権維持を図ったが、その代償として香港人の利益が犠牲にされた。このような経緯から、香港の香港本土派の声が急速に強まり、大中華主義はインターネット上で「街を歩けば石を投げられるネズミ」のように嫌われる存在となった。
以後、香港のネットユーザーたちは、中国の台湾統一方針を盲目的に支持したり、台独（台湾独立）を反対したりすることがなくなり、さらには一部の大中華主義者たちが香港自治運動や城邦論（香港は都市国家として独立すべきという主張）を支持するようになり、中には台湾の主権独立を現実として受け入れる者も出てきた。
2013年には、ある香港人が台湾の独立派新聞『自由時報』に広告を出し、「香港を教訓にして中国化に警戒してほしい」と台湾人に訴えた。これは、以前の盲目的な大中華感情に対する後悔の表れであり、台湾に対し「最後の楽園を守り、香港のようにならないように」という警告でもあった。

## 議論
以下のいくつかの地域について、大中華の「領土」に含まれるかどうか、ネットユーザーの間で議論がある：
シンガポール：シンガポールは中国から遠く離れているが、住民の大多数は中国系であり、彼らの多くは清朝末期に移住してきた華人である。シンガポールの建国の父であるリー・クアンユーも華人であり、在任中には中国本土および台湾の両政府と関係を築き、1993年には国共会談の仲介を果たした。リー・クアンユーは1990年に退任し、その後を継いだゴー・チョクトンおよび2004年に首相に就任した彼の息子リー・シェンロンも華人である。一部の大中華主義者は、シンガポールも最終的には当然「統一されるべき一部」と主張している。しかし、多くのネットユーザーは、シンガポールはすでに独立国家であるため、現状を維持すべきだと考えている。
沖縄県 琉球群島：現在の日本の沖縄県は、かつては独立国である琉球王国だった。琉球王国は明朝や清朝の朝貢国となり、中国風の姓を使用していた。清朝末期の1879年に日本に併合され、日本が第二次世界大戦に敗戦した後はアメリカ軍の信託統治下に置かれたが、1972年に日本に返還された（釣魚台を含む）。一部の大中華主義者は、琉球は中国に属しており、日本は中国の領土を不法に占拠していると主張する。
一方で他のネットユーザーは、朝貢国は中国の領土ではなく、たとえ琉球が日本から分離したとしても、それは独立国家として存在すべきだと主張している。さらに、「その論理で言えば韓国も中国領になる」との反論もある。
ベトナム：ベトナムは古くは「交趾」「安南」と呼ばれ、秦の始皇帝時代（紀元前214年）から中国の領土とされていた。五代十国時代の939年に当時広東・広西を支配していた南漢から独立し、後に中国を統一した宋朝もその独立を承認した。明の永楽帝時代（1407年）には一時的に再び中国の支配下に入ったが、明の宣宗の時代（1428年）にベトナム人の反抗によって再び独立を果たした。ベトナムが中国の支配下にあったのは1,100年以上であり、新疆、チベット、台湾よりも長期間である。あるネットユーザーは「もし中国（強国）の定義に従えば、ベトナムこそ『古来から不可分の中国の一部』であることに疑いはない」と皮肉っている。